# Doron de Beaufort
Il Doron de Beaufort è un fiume francese, affluente dell'Arly, dunque un subaffluente del Rodano attraverso l'Isère.

## Geografia
Il fiume nasce nel Beaufortain, dipartimento della Savoia. Esso scorre in direzione ovest e riceve numerosi affluenti ricchi di acque. Bagna Beaufort-sur-Doron, Villard-sur-Doron, Queige, Venthon e poco dopo confluisce nell'Arly all'altezza di Pallud.

## Affluenti
Il Doron ha diciassette affluenti ufficiali:
- Il Dorinet 13 km; numero di Strahler tre, con il lago di ritenuta;
- l'Argentine 10 km; numero di Strahler sei;
- il Nant dei Lotharets di numero di Strahler due.
- il torrente di Manant 7 km
- il Nant Bruyant 4 km
- il Nant Travaillard 4 km
- il Grand Nant 3 km
- il torrente dell'Enfer 3 km
- il torrente del Nant du Clou 3 km, di numero di Strahler due.
- il torrente del Nant des Parstets 3 km
- il torrente dei Palisses 3 km
- il torrente di Lestéret 3 km
- il torrente Nant des Iles 2 km
- il Nant Grossit 2 km
- il torrente Nant Berlin 2 km
- il torrente dei Teppes 2 km
- il torrente di Marolland 2 km

### Numero di Strahler
Il suo numero di Strahler è sette.

## Idrologia

### Il Doron di Beaufort a Villard-sur-Doron
La portata media annua del Doron di Beaufort è stata calcolata su un periodo di 26 anni a Villard-sur-Doron. Essa raggiunge i 10,8 m³/s per una superficie di bacino di 244 km². Il fiume presenta delle fluttuazioni stagionali di portata tipiche d'un regime nivale, con il periodo di piena in primavera- estate, a causa dello scioglimento delle nevi, che genera la portata mensile media a un livello che va da 15 a 25 m³/s da fine aprile a luglio incluso (con un massimo in giugno), e una magra invernale, da novembre a marzo, implicando una magra mensile fino a un minimo di 4,77 m³/s nel mese di gennaio.